# 加藤於兎丸

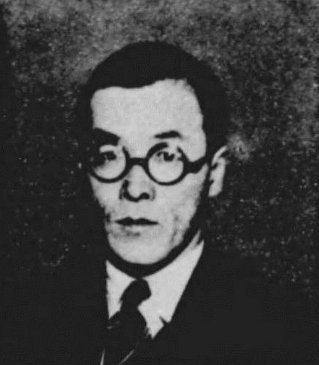
加藤於兎丸

加藤 於兎丸（かとう おとまる、1896年（明治29年）7月19日 - 1983年（昭和58年）8月11日）は、日本の内務・厚生官僚、実業家。官選県知事。

## 経歴
岐阜県益田郡下原村（現下呂市）出身。下原郷16ヶ村兼帯名主10代加藤三郎右衛門雅文の甥である加藤市兵衛の五男として生まれる。万延元年遣米使節随行員の加藤素毛と父の市兵衛とは従兄にあたる。
第一高等学校を卒業。1920年11月、高等試験行政科試験に合格。1921年、東京帝国大学法学部政治学科を卒業。内務省に入省し衛生局属となる。
以後、山口県・栃木県・大阪府・京都府・岡山県で勤務、内務省地方局地方債課長、同行政課長、同大臣官房会計課長などを歴任。
1939年4月、佐賀県知事に就任。同年7月の旱魃の対応に尽力。1940年4月、厚生省衛生局長に転任。1942年10月、宮城県知事となる。戦時下の対応などに尽力。1943年7月に知事を退任し広島県参事官に就任。同年に退官し、大政翼賛会団体局長となる。戦後、公職追放となった。
その後、大同コンクリート工業社長、同取締役相談役を務めた。

## 著作
- 述『地方制度の改正に就て』群馬県町村長会、1935年。
- 『地方行政 下』〈自治行政叢書;第5巻〉常磐書房、1936年。

## 伝記
- 加藤於兎丸翁追悼記念誌編集委員会編『加藤於兎丸翁追悼記念誌』皆川迪夫、1985年。

## 栄典
- 1940年（昭和15年）8月15日 - 紀元二千六百年祝典記念章[7]